# Pteromylaeus
Pteromylaeus es un género de peces miliobatiformes de la familia Myliobatidae.

## Especies
Se reconocen las siguientes especies:
- Pteromylaeus asperrimus
- Pteromylaeus bovinus